# 安福火腿

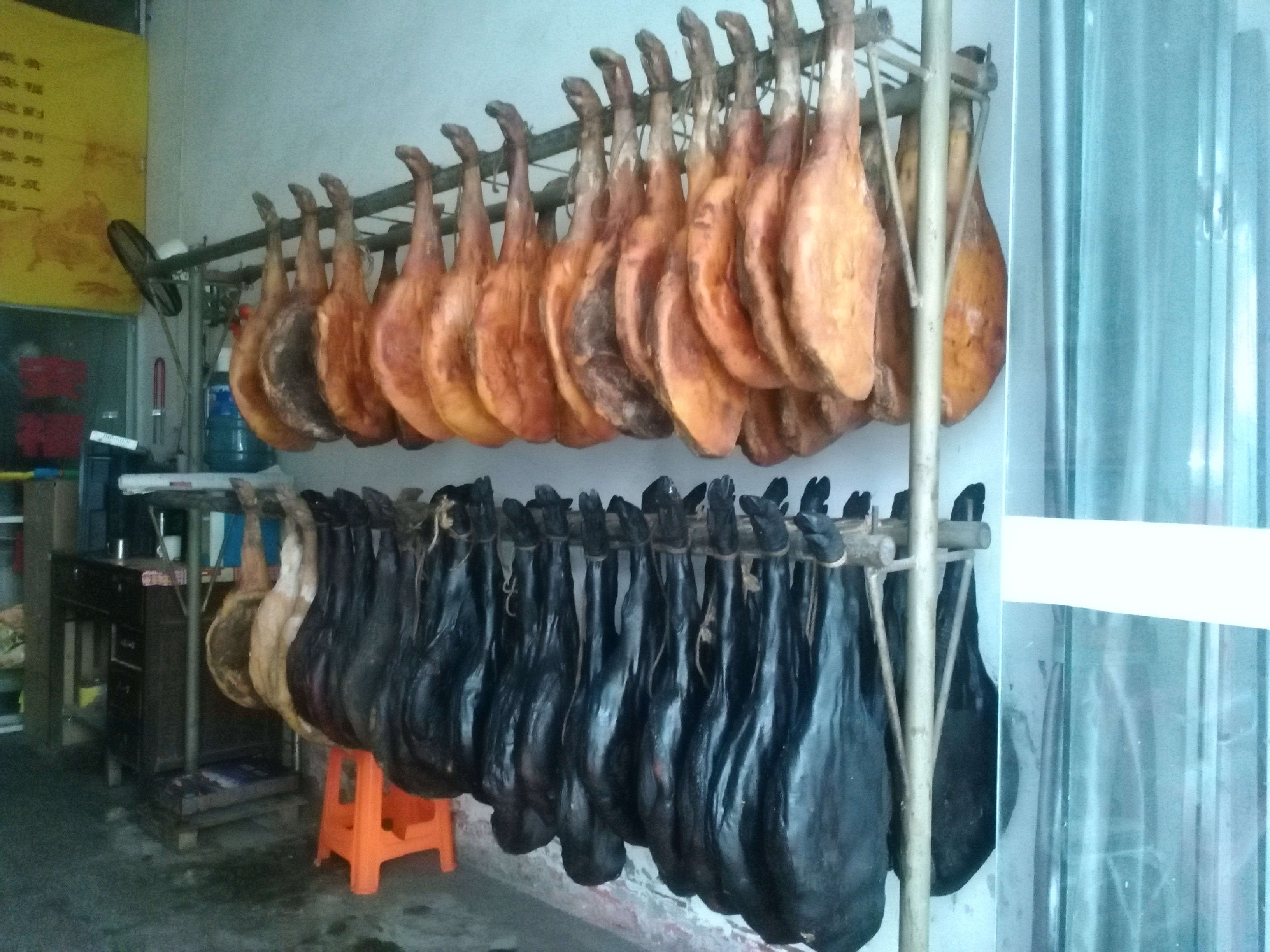
安福火腿

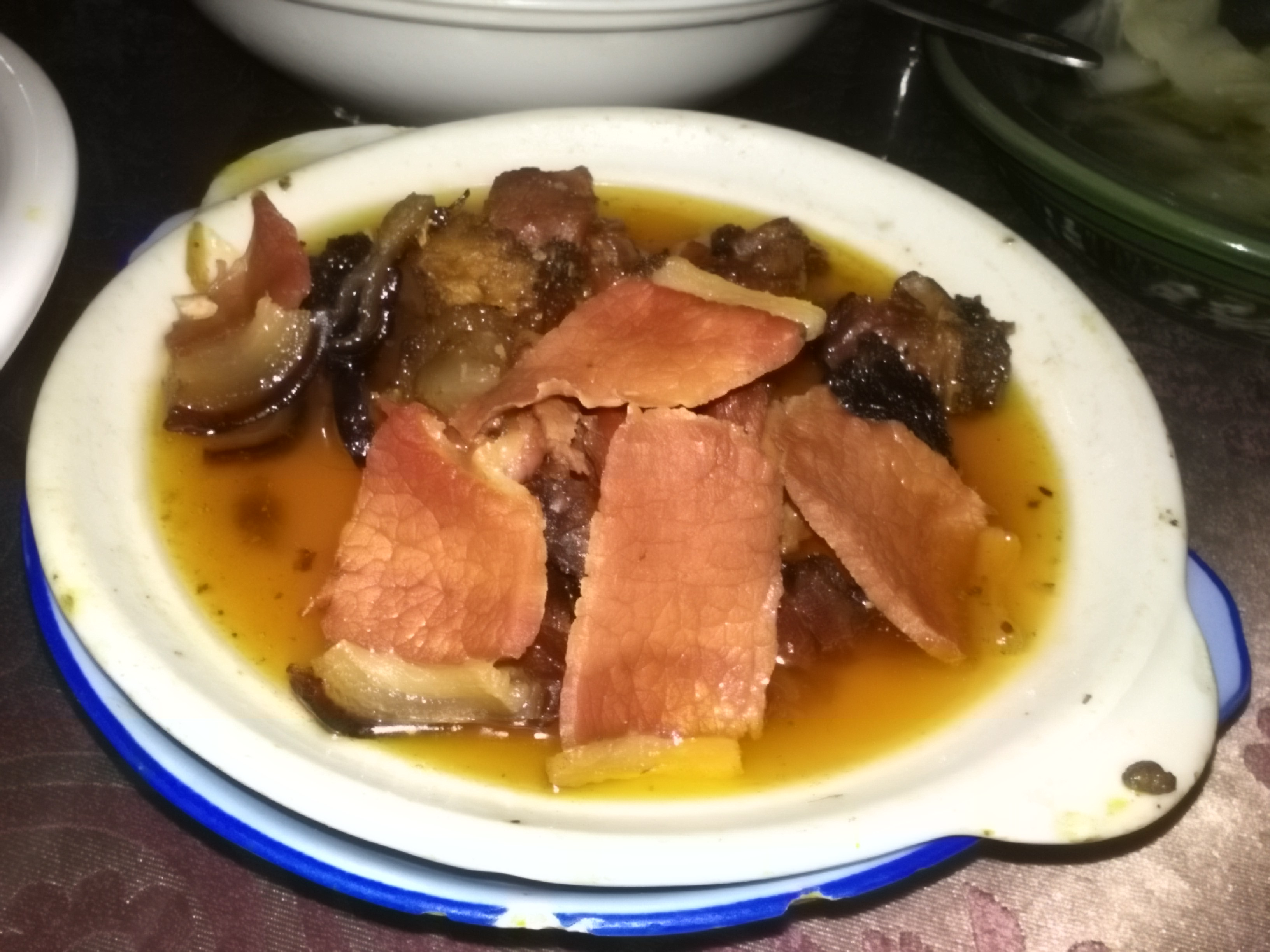
安福火腿

安福火腿是中國江西省安福縣的傳統特產之一，以其煙燻製程和獨特風味而聞名。其製作原料主要為豬蹄，成品火腿皮薄肉厚，色澤紅潤微黃，為當地重要的飲食文化代表。
安福火腿歷史悠久，據稱曾於1915年參加巴拿馬萬國博覽會並獲獎，因而聲名遠播。傳統上，安福火腿常作為宴請賓客的料理，亦為多數地方餐館的招牌菜式之一。由於其製程經過煙燻並含鹽量高，若保存妥善，可貯藏長達兩至三年。
安福縣設有專門生產火腿的工廠，並保留傳統的製作技藝。由於其風味獨特，也引來其他地區模仿生產。

## 扩展阅读
- 《中国民俗知识: 江西民俗》。 甘肃人民出版社, 2008年。 p. 1-2。
- 《中国名食集萃》。 中国展望出版社, 1986年。 p. ix, 155, 156。
- （英文） "Chinese Ham You Never Know Before。" 国文化网 (Chinaculture.org), 中华人民共和国文化部/《中国日报》。